# Louisville (Illinois)
Pour les articles homonymes, voir Louisville.
La ville de Louisville est le siège du comté de Clay, dans l'Illinois, aux États-Unis.